# Herbert Prior
Pour les articles homonymes, voir Prior.
Herbert Prior est un acteur britannique né le 2 juillet 1867 à Oxford, mort le 3 octobre 1954 à Los Angeles.

## Biographie
Il a fait toute sa carrière cinématographique aux États-Unis. Après avoir débuté dans la compagnie Edison, il a rejoint dès l'automne 1908, David W. Griffith à la Biograph Company. Il était marié à l'actrice Mabel Trunnelle.

## Filmographie partielle
- 1908 : Enoch Arden de D. W. Griffith
- 1909 : The Joneses Have Amateur Theatricals de D. W. Griffith
- 1909 : Amour et Politique de D. W. Griffith
- 1909 : At the Altar de D. W. Griffith
- 1909 : The Salvation Army Lass de D. W. Griffith
- 1909 : The Lure of the Gown de D. W. Griffith
- 1909 : L'Âme du violon de D. W. Griffith
- 1909 : A Burglar's Mistake de D. W. Griffith
- 1909 : Les Remords de l'alcoolique de D. W. Griffith
- 1909 : Trying to Get Arrested de D. W. Griffith
- 1909 : La Croisade contre le bruit de D. W. Griffith
- 1909 : Un dormeur encombrant de D. W. Griffith
- 1909 : Le Luthier de Crémone de D. W. Griffith
- 1909 : Confidence de D. W. Griffith
- 1912 : Next de George Loane Tucker
- 1913 : An Unsullied Shield de Charles Brabin
- 1913 : At Bear Track Gulch de Harold M. Shaw
- 1917 : Les Grandes Espérances de Robert G. Vignola
- 1917: The Bottom of the Well de John S. Robertson
- 1918 : Society for Sale de Frank Borzage
- 1919 : La Sacrifiée (Her Kingdom of Dreams) de Marshall Neilan
- 1919 : Les Marches qui craquent (Creaking Stairs) de Rupert Julian
- 1919 : La Fleur enchantée (Heartsease) de Harry Beaumont
- 1920 : Pollyanna de Paul Powell
- 1921 : L'Inexorable de James Young
- 1922 : The Man from Downing Street d'Edward José
- 1922 : The Dangerous Little Demon de Clarence G. Badger
- 1924 : Madonna of the Streets d'Edwin Carewe
- 1925 : Le Monstre (The Monster) de Roland West
- 1926 : Marquita l'espionne (Across the Pacific) de Roy Del Ruth
- 1926 : The Midnight Kiss d'Irving Cummings
- 1929 : La Tournée du grand duc de James Cruze
- 1930 : Pension de famille (Caught Short) de Charles Reisner
- 1931 : Reducing de Charles Reisner
- 1931 : Élection orageuse (Politics) de Charles Reisner
- 1931 : Flying High de Charles Reisner
- 1934 : Student Tour de Charles Reisner